# 1438
1438 (MCDXXXVIII) a fost un an comun al calendarului iulian, care a început într-o zi de miercuri.

## Nașteri
- 1438 (1439): Ștefan cel Mare (Ștefan III), domn al Moldovei (1457-1504), fiul lui Bogdan II (d.1504)

## Decese
- 9 septembrie: Eduard al Portugaliei, 46 ani, al 11-lea rege al Portugaliei, fiul regelui Ioan I (n. 1391)